# Jürgen Nicolai
Jürgen Nicolai (* 24. Oktober 1925 in Neidenburg, Ostpreußen; † 29. März 2006 in Schortens) war ein deutscher Ornithologe, Autor und Verhaltensforscher.

## Biografie
Nach seinem Studium der Zoologie, Anthropologie und Botanik wurde er ab 1951 Doktorand (Promotion 1954 über das Verhalten von Gimpeln) und Mitarbeiter von Konrad Lorenz. 1957 folgte er Lorenz ins Max-Planck-Institut für Verhaltensphysiologie in Seewiesen. In der Folgezeit unternahm er Forschungsreisen nach Ost- und Westafrika. Von 1977  bis 1990 war er leitender wissenschaftlicher Direktor des Instituts für Vogelforschung an der Vogelwarte Helgoland in Wilhelmshaven. Seine Forschungsschwerpunkte waren: Sozialverhalten der Vögel (z. B. der Küstenvögel), Stammesgeschichte des Verhaltens, Systematik, Bioakustik, aber auch das Verhalten von Zier- und Volierenvögeln.

## Schriften (Auswahl)
- Zur Biologie und Ethologie des Gimpels (Pyrrhula pyrrhula L.). In: Zeitschrift für Tierpsychologie. Bd. 13, 1, 1956, ISSN 0044-3573, S. 93–132, doi:10.1111/j.1439-0310.1956.tb01549.x.
- Vogelhaltung, Vogelpflege. Eine Anleitung zur sachgemässen Vogelhaltung für Jedermann. Franckh, Stuttgart 1965.
- Käfig- und Volierenvögel. Eine Auswahl leicht haltbarer einheimischer und tropischer Vögel für Käfig und Voliere. Franckh, Stuttgart 1965.
- Vogelleben. Belser, Stuttgart 1973, ISBN 3-7630-1571-X.
- Greifvögel und Eulen. Greifvögel, Eulen und Käuze Europas bestimmen, kennenlernen, schützen. Gräfe und Unzer, München 1993, ISBN 3-7742-1858-7.
- Fotoatlas der Vögel. Das große Bildsachbuch der Vögel Europas. Gräfe und Unzer, München 1982, ISBN 3-7742-3813-8.